# 町立別海病院
町立別海病院（ちょうりつべつかいびょういん）は、北海道野付郡別海町別海西本町に所在する公立病院。

## 診療科
- 内科
- 小児科
- 外科
- 整形外科
- 産婦人科
- 耳鼻咽喉科
- 皮膚科
- 精神科
- 心療内科
- リハビリテーション科

## 沿革
- 1947年（昭和22年）11月 - 日本赤十字社西別診療所が開設する。
- 1950年（昭和25年）12月 - 日本赤十字社西別病院が開設する。
- 1951年（昭和26年）10月 - 日本赤十字社から別海村へ移管され、村立西別病院となる。
- 1971年（昭和46年）4月 - 町制施行に伴い、町立別海病院に改称する。
- 1997年（平成9年）2月 - 救急告示病院に認定される。

## 関連施設
- 尾岱沼診療所 - 〒086-1644 北海道野付郡別海町尾岱沼潮見町213番地4
- 西春別駅前診療所 - 〒088-2562 北海道野付郡別海町西春別駅前栄町60番地